# Quiberon
Quiberon (Bretons: Kiberen) is een gemeente in het Franse departement Morbihan (regio Bretagne). De plaats maakt deel uit van het arrondissement Lorient. De gemeente telde 4.782 inwoners op 1 januari 2022. Het ligt in het zuiden van Bretagne. De baai tussen Quiberon en de vaste kust van Frankrijk heet de Baai van Quiberon.
Quiberon is bekend als vakantiebestemming voor een strandvakantie. Het heeft een haven met een traditie van de visserij op sardines.
De plaats heeft een treinstation Quiberon.

## Geografie
De oppervlakte van Quiberon bedroeg op 1 januari 2022 8,83 vierkante kilometer; de bevolkingsdichtheid was toen 541,6 inwoners per km². Quiberon  vormt samen met Saint Pierre Quiberon het schiereiland van Quiberon. Quiberon ligt het verst in zee.

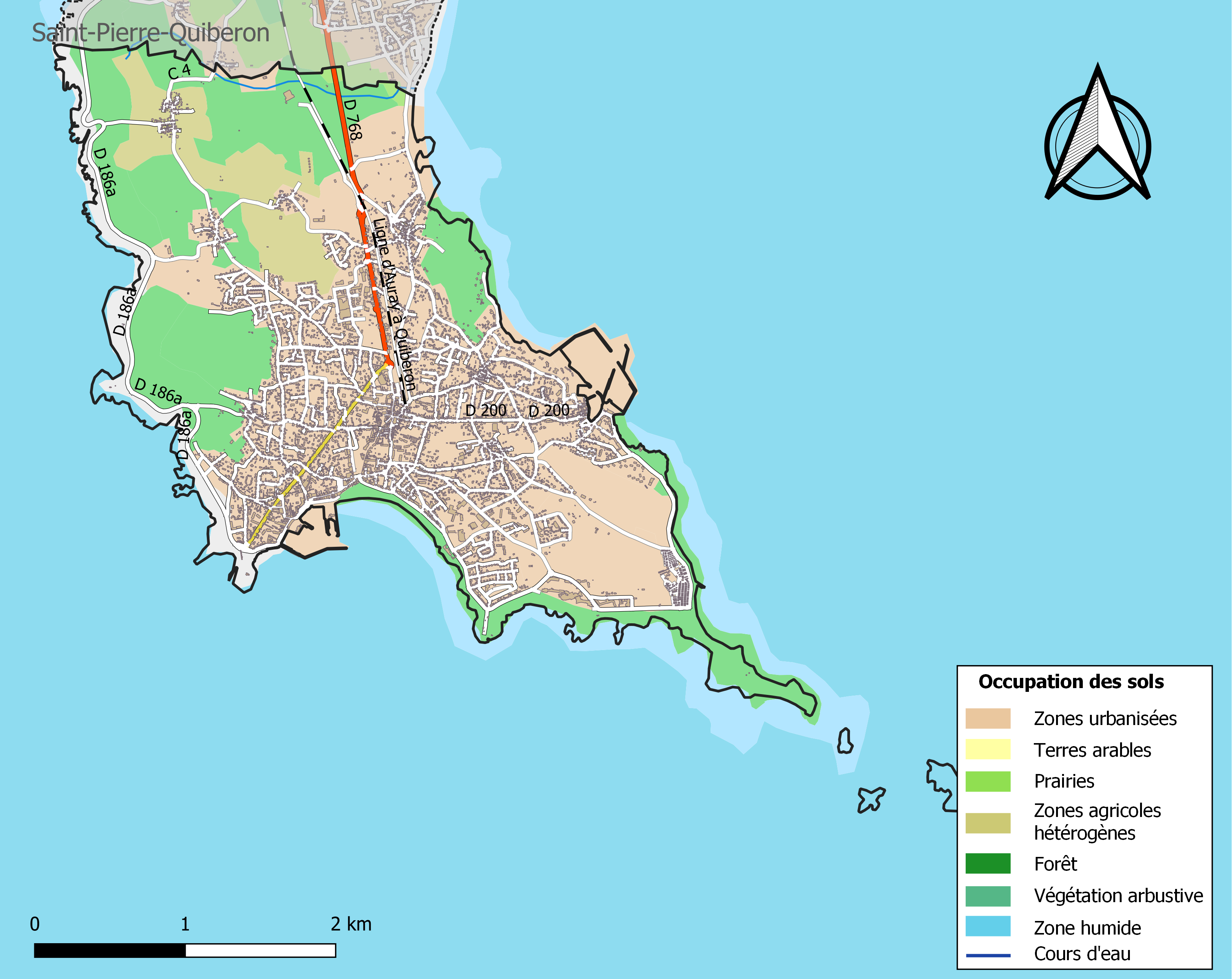
Kaart van de gemeente met de belangrijkste infrastructuur, bodemgebruik en omliggende gemeenten

## Demografie
Onderstaande figuur toont het verloop van het inwonertal, bron: INSEE-tellingen. 

## Afbeeldingen

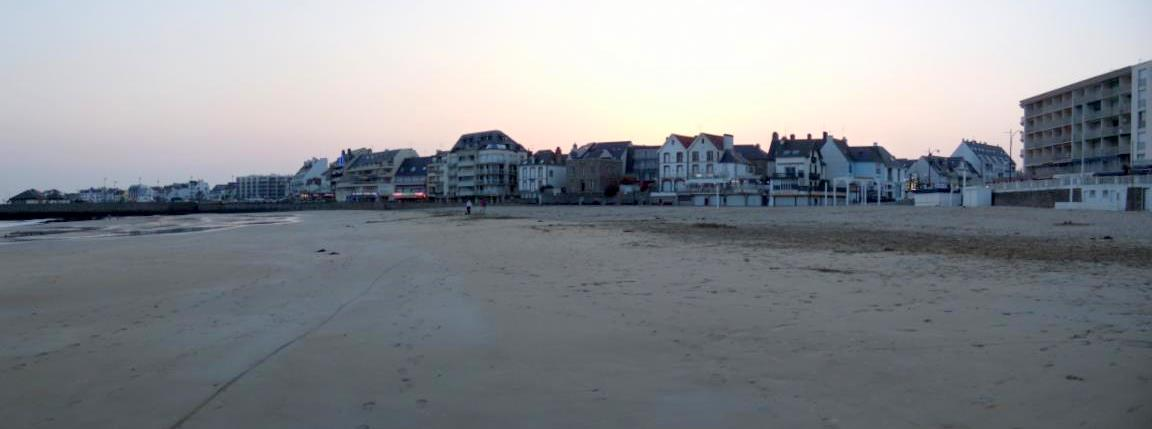
Panorama van het strand
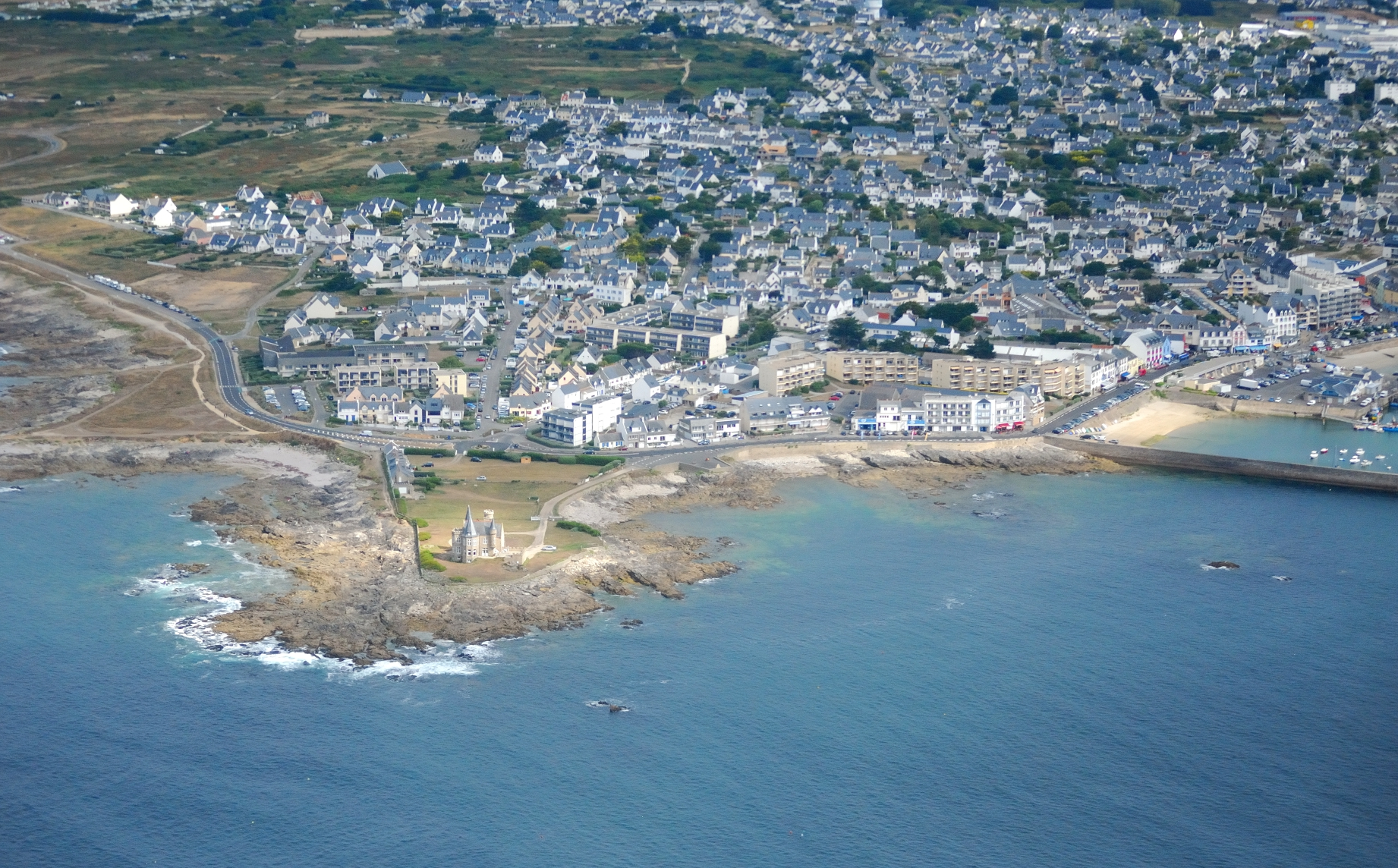
Gezicht op Quiberon
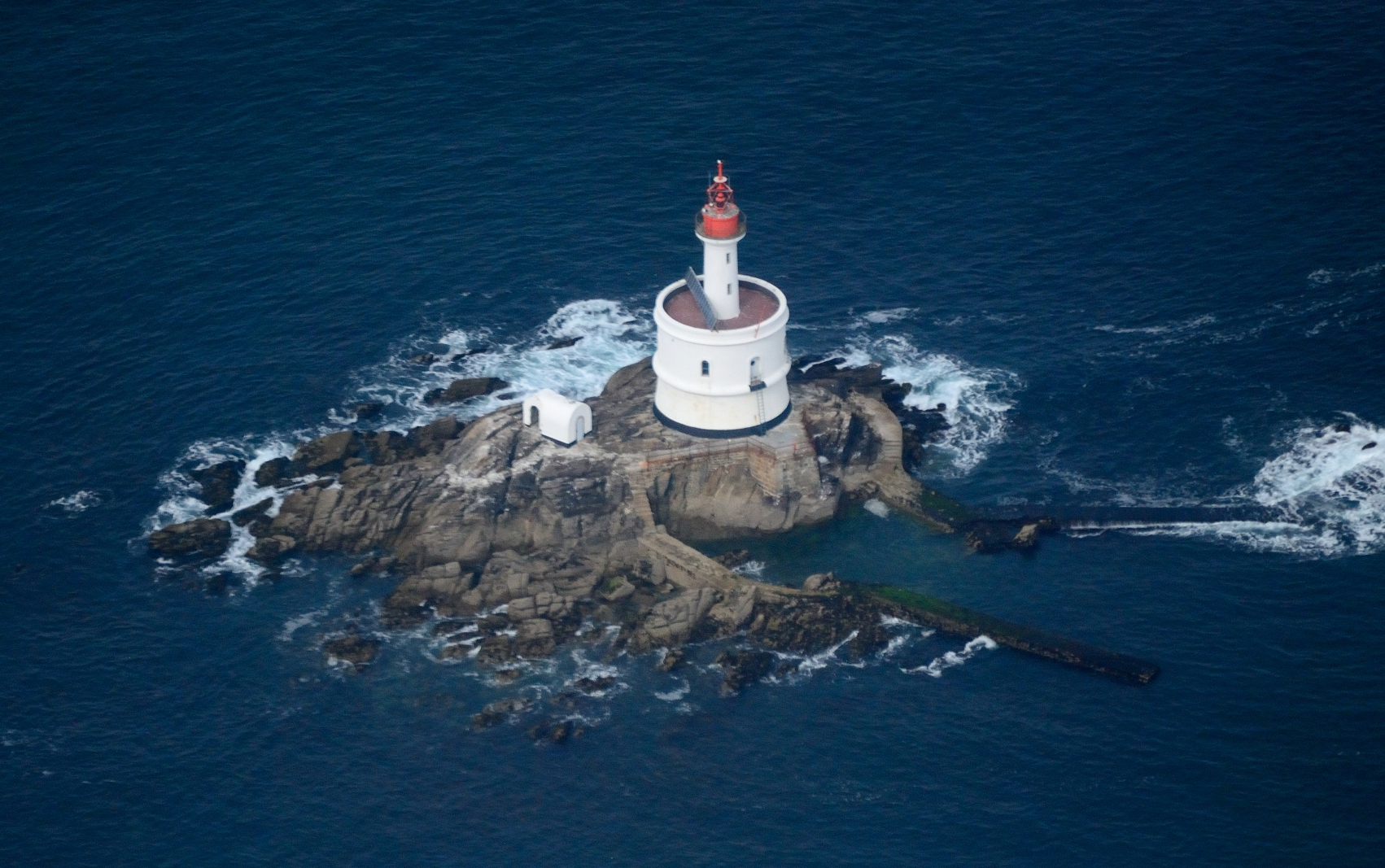
Phare de la Teignouse
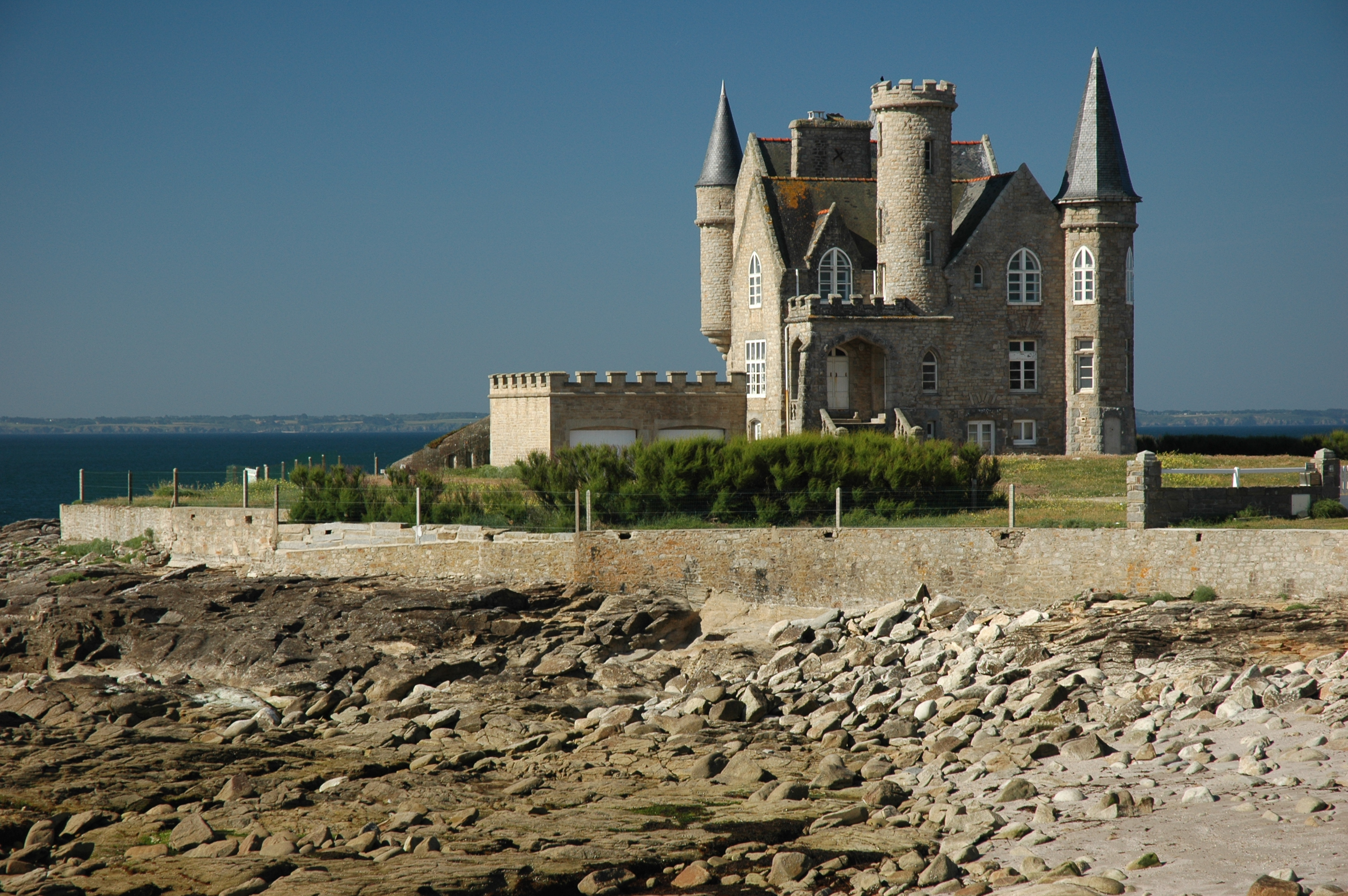
Château Turpault